# 김재수
김재수(金在水, 1957년 2월 20일 ~ )는 대한민국의 공무원으로, 제2대 농림축산식품부 장관을 지냈다.

## 생애
경상북도 영양군에서 태어났다. 행정고등고시에 합격해 청도군청 근무를 시작으로 농림수산식품부 제1차관, 한국농수산식품유통공사 사장 등을 역임하였다. 
2016년 9월 5일 농림축산식품부 장관에 취임하였으나, 9월 23일 진행된 국회 교육 사회 문화 분야 대정부질문이 끝난 후 9월 24일 새벽에 표결한 결과 투표 170매 중 가결 160매 부결 7매 무효 3매로 해임건의안이 가결되었다. 이에 청와대는 해임건의안을 거부하겠다는 의사를 밝혔다.

## 학력
- 대구동촌초등학교 졸업
- 경상중학교 졸업
- 1974.01 : 경북고등학교 졸업
- 1978.02 : 경북대학교 경제학 학사
- 1984.08 : 서울대학교 행정대학원 행정학 석사
- 1988.06 : 미시간 주립 대학교 경제학 석사
- 2001.02 : 중앙대학교 산업경제학 박사

## 주요 경력
- 1977년 : 제21회 행정고등고시 합격
- 1978년 : 경상북도 청도군(수습행정관)
- 1979년 : 국세청 부산지방국세청,세무공무원교육원
- 1982년 : 농수산부 농수산통계관실
- 1984년 : 농수산부 기획예산담당관실
- 1988년 : 농림수산부 유통과
- 1990년 12월 : 농림수산부 농어촌복지담당 담당서기관
- 1991년 12월 : 농림수산부 통상협력 1담당관
- 1992년 10월 : 경제협력개발기구(OECD) 파견근무
- 1994년 10월 : 농림수산부 행정관리담당관
- 1995년 : 농림수산부 시장과 과장
- 1996년 : 농림수산부 국제농업국 국제협력과 과장
- 1997년 : 농림부 유통정책과 과장
- 1998년 : 농림부 식량정책과 과장
- 1999년 : 농림부 농업정책과 과장
- 1999년 : 농촌진흥청 종자관리소 소장
- 2000년 : 중앙공무원교육원 파견근무
- 2000년 12월 : 농림부 농업정보통계관
- 2001년 5월 : 농림부 농산물유통국 국장
- 2003년 2월 : 주미대사관 참사관
- 2007년 3월 ~ 2007년 11월 : 농림부 농업연수원 원장
- 2007년 11월 ~ 2008년 3월 : 국립농산물품질관리원 원장
- 2008년 3월 ~ 2009년 1월 : 농림수산식품부 기획조정실 실장
- 2009년 1월 ~ 2010년 8월 : 농촌진흥청장
- 2010년 8월 ~ 2011년 7월 : 농림수산식품부 제1차관
- 2011년 10월 ~ 2016년 8월 : 한국농수산식품유통공사 사장
- 2016년 9월 ~ 2017년 7월 : 농림축산식품부 장관
- 자유한국당
- 자유한국당 대구광역시장 예비후보
- 경북대학교 농업생명과학대학 농업경제학과 초빙교수
- 2019년 6월 ~ 2019년 9월 : 자유한국당 2020 경제대전환 위원회 경쟁력 강화 분과위원
- 2019년 7월 ~ : 대구경북도농상생포럼 이사장

## 상훈
- 1989.11 : 대통령표창
- 1998.12 : 근정포장
- 2002.12 : 홍조근정훈장
- 2011 : 황조근정훈장

## 저서
- 2005년 : 《미국 농업정책과 한국 농업의 미래》
- 2006년 : 《한국음식 세계인의 식탁으로》
- 2007년 : 《식품산업의 현재와 미래

## 같이 보기
- 대한민국 농림수산식품부
- 대한민국의 농림축산식품부 장관
- 대한민국의 농림축산식품부 차관
- 대한민국의 농림축산식품부 차관보